# Zu Geng
Zu Geng (祖庚) bio je kralj Kine iz dinastije Shang, sin kralja Wu Dinga. Oca je naslijedio, ali vjerojatno nije imao djece jer je njega samog naslijedio njegov brat Zu Jia, preko kojeg je bio stric Lin Xina i Geng Dinga.
Osobno ime Zu Genga bilo je Yao (曜). Njegov je glavni grad bio Yin.